# لیک کاسیدی (واشینگتن)
لیک کاسیدی (به انگلیسی: Lake Cassidy) یک منطقهٔ مسکونی در ایالات متحده آمریکا است که در واشینگتن واقع شده‌است. لیک کاسیدی ۲۷٫۹ کیلومتر مربع مساحت و ۳٬۴۱۵ نفر جمعیت دارد و ۱۱۳ متر بالاتر از سطح دریا واقع شده‌است.